# Фокин, Михаил Михайлович
Михаи́л Миха́йлович (Мишель) Фо́кин (11 [23] апреля 1880 или 23 апреля [5 мая] 1880, Санкт-Петербург — 22 августа 1942, Нью-Йорк, Нью-Йорк[…]) — русский, позднее американский артист балета и хореограф. Основоположник классического романтического балета XX века. Много работал с Анной Павловой и Сергеем Дягилевым.

## Биография

### Детство
Родился в купеческой семье. Его мать, Екатерина Андреевна, очень любила театр и сама в своё время мечтала о сцене, но сценическая жизнь у неё не сложилась, и всю свою страсть и любовь к театральному искусству она передала своим детям. Миша рос красивым, стройным и грациозным мальчиком, и вся семья считала, что балетная сцена будет лучшей участью для маленького Миши. Но глава семейства, купец Фокин, считал это занятие недостойным
мужчины и запретил сыну заниматься танцем. В 1889 году мать Михаила втайне от главы семейства отвела сына на вступительные экзамены в Императорское театральное училище, куда его и зачислили. Отцу пришлось смириться.
Первое появление Фокина на профессиональной сцене состоялось в 1890 году в балете «Спящая красавица», в 1892 году он был среди участников премьеры «Щелкунчика».
Обучался у Павла Гердта, Платона Карсавина, Николая Легата. В училище большое внимание уделялось профессиональной подготовке и большую часть времени посвящали репетициям, остальные предметы считались второстепенными. Михаил Михайлович с первых лет делал успехи в обучении, что, в свою очередь, не мешало ему интересоваться рисованием и музыкой, освоив балалайку, скрипку, мандолину, домру и фортепиано. В музее Ленинградского хореографического училища сохранилось несколько живописных работ Фокина, выполненных в реалистической манере. Он принимал участие и в различных музыкальных кружках, в частности, играл на мандолине в неаполитанском оркестре Джинислао Париса и на домре в знаменитом в своё время Русском оркестре В. В. Андреева.

### Мариинский театр

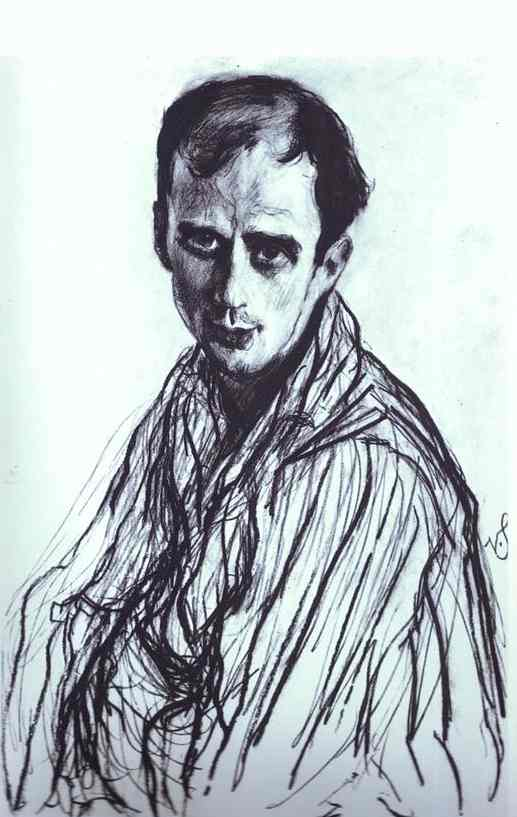
Валентин Серов. Портрет Михаила Фокина. 1909 год

В 1898 году, по окончании училища, был принят в балетную труппу Мариинского театра. Заняв положение солиста, он исполнял сольные партии в таких балетах Петипа, как «Спящая красавица», «Пахита», «Корсар» — однако, всё нараставшая неудовлетворённость в классическом танце заставляла его подумывать об уходе с театральной сцены ради рисования и музыки. Переломным оказался 1902 год, когда ему предложили стать учителем в женском балетном классе родного Театрального училища, где он смог начать реализовывать свои идеи. Это обстоятельство вернуло танцовщику желание продолжать балетную деятельность.
В 1904 году написал письмо в дирекцию Императорских театров, в котором были очерчены основные пути преобразования классического танца:

Вместо традиционного дуализма, балет должен гармонично объединить три важнейших элемента — музыку, декорации и пластическое искусство… танец должен поддаваться осмыслению. Движения тела не должны опускаться до банальной пластики… танец обязан отражать душу.

Письмо осталось без ответа, но это не мешало Фокину ставить свои сценические эксперименты — у него были мощные защитники Александр Бенуа и даже Мариус Петипа, чью художественную манеру он так настойчиво отрицал. Это, однако, не мешало ему относиться к Петипа с большим уважением.
В сентябре 1905 года женился на танцовщице Вере Антоновой, недавно закончившей школу — жена стала его верной соратницей.
Первым опытом Фокина в качестве хореографа стал балет «Ацис и Галатея» на музыку А. В. Кадлеца, поставленный на воспитанников училища. Премьера состоялась 20 апреля 1905 года. Фокин обратился к истории искусства и танца Древней Греции, и хотя спектакль был выдержан в обычной классической манере, он смог частично реализовать свои идеи. Спектакль был благосклонно принят художественной общественностью.
Следующей работой, закрепившей успех, стала постановка в 1906 году школьного спектакля «Сон в летнюю ночь» по Шекспиру. В зале присутствовали критики и художники из объединения «Мир искусства», и они по достоинству оценили яркую индивидуальность, вкус и стиль Фокина. В том же году артистами балета была предложена идея создания благотворительного спектакля — для вечера Фокин впервые создал постановку для труппы Мариинского театра. «Виноградная лоза» на музыку Антона Рубинштейна представляла собой традиционный дивертисмент — танцевальную сюиту характерных танцев. Петипа по поводу этой постановки написал Фокину одобрительное письмо.
В следующем году им были поставлены также благотворительные спектакли «Эвника» и «Шопениана». Первым полноценно поставленным Фокиным спектаклем стал «Павильон Армиды», созданный в тесном содружестве с Александром Бенуа, который был автором либретто и художником-оформителем. В том же году он поставил для Анны Павловой миниатюру «Лебедь», ставшую эмблематичной для балерины.
В 1909 году в содружестве с «мирискуссниками» переделал балет «Египетские ночи» (1908) на сюжет новеллы Теофиля Готье «Ночь в Египте» в балет «Клеопатра».

### Русские сезоны

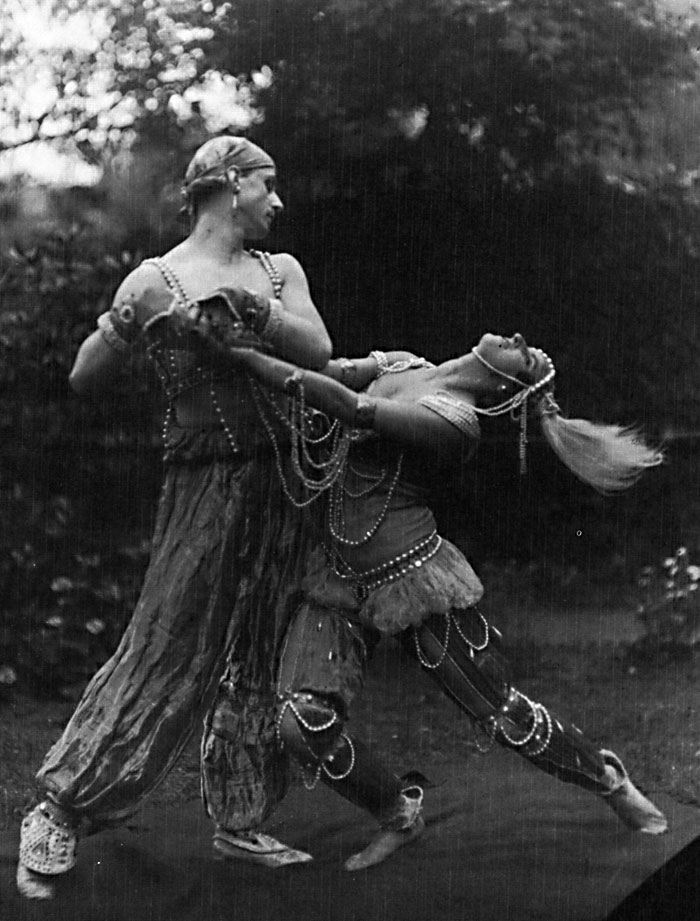
Михаил и Вера Фокины в балете «Шахерезада», 1914 год.

В 1908 году Александр Бенуа представил артиста Сергею Дягилеву. Именно благодаря посредничеству Бенуа, совместно с которым балетмейстер работал над постановкой «Павильона Армиды», завязалось знакомство Фокина с участниками объединения «Мир искусства» и Дягилевым. Это знаменательная встреча оказалась решающей для творчества периода до начала Первой мировой войны. К тому времени Дягилев уже показал Европе русскую оперу и живопись. После успеха этих своих предприятий, он решил показать парижанам балет — вид искусства, который в Европе начала XX века не считался достойным серьёзного внимания. Найдя в Фокине своего единомышленника, Дягилев пригласил его в свою антрепризу в качестве хореографа.
В 1909 году Дягилев представил в Париже работы Фокина, поставленные ранее в Мариинском театре. Успех был абсолютным, имена Фокина, Павловой, Карсавиной, Нижинского были у всех на устах.
К каждому следующему сезону Дягилеву требовались новые постановки. В 1910 году Парижу были представлены «Жар-Птица» и «Шехеразада», в 1911 году — «Призрак розы», «Нарцисс» и «Петрушка», в 1912-м — «Тамара» и «Дафнис и Хлоя».
Несмотря на триумф первых сезонов, всё нараставшее напряжение между Дягилевым и Фокиным привело в конце концов к разрыву. Дягилев считал, что Фокин начал повторяться, в то время как он нуждался в новых идеях и формах. Хореограф, в свою очередь, восклицал: «О каком искусстве может идти речь, когда единственной целью являются провокации!». Втайне от Фокина, Дягилев начал продвигать своего любимца Вацлава Нижинского в качестве хореографа, поручив ему постановку «Послеполуденного отдыха Фавна». Более того, Дягилев поручил поднять занавес на спектакле «Дафнис и Хлоя» на 30 минут раньше, и публика заняла свои места лишь к середине спектакля. О дальнейшем сотрудничестве не могло быть и речи.
После разрыва с «Русскими сезонами» Фокин вернулся в Мариинский театр, но привычной ему свободы он там не ощутил и в 1914 году согласился вернуться в «Русские сезоны», поддавшись на уговоры Дягилева, который остро нуждался в хореографе после того, как уволил Нижинского, не простив тому тайную женитьбу на венгерке Ромоле Пульской во время гастролей в Буэнос-Айресе. Для Дягилева Фокин поставил «Легенду об Иосифе» Штрауса, которая изначально создавалась для Нижинского, а также оперу-балет «Золотой петушок» по опере Римского-Корсакова, «Мидаса» Штейнберга и возобновил «Бабочки» на музыку Шумана. Успех всех этих постановок был весьма умеренным. Сезон 1914 года оказался последним для сотрудничества Фокина и Дягилева, который теперь сделал ставку на своего нового фаворита — Мясина.

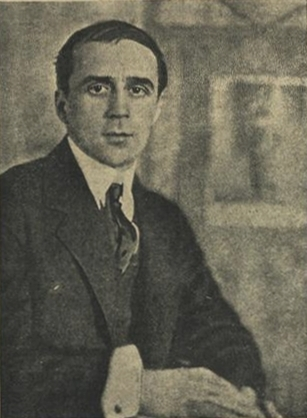
Фокин в 1914 году

С 1914 по 1918 год снова работал в Мариинском театре. Среди его постановок этого периода — «Сон» на музыку М. Глинки, «Стенька Разин» А. Глазунова, «Франческа да Римини» П. Чайковского, танцы в операх. Наиболее удачными стали балеты «Эрос» на музыку Чайковского и «Арагонская хота» Глинки.

### Эмиграция
После Октябрьской революции предпочёл эмиграцию и уехал с семьёй в Стокгольм. Как хореограф работал во Франции, Великобритании и Скандинавии. В Стокгольме его учеником стал Ж. Бёрлин. Там он пробыл до 1919 года и осуществил постановку «Петрушки». В том же году получил судьбоносное для него предложение переехать в США.
В 1921 году в Нью-Йорке Фокин открыл первую в США балетную школу, а в 1922 году создал собственную балетную труппу. Европу посещал во время гастрольных поездок: в 1931 году работал с Идой Рубинштейн, ставил балеты для Русского балета Монте-Карло в 1936—1937 годах, и для Русского балета полковника де Базиля в 1938—1939 годах.
В 1930 году он попробовал свои силы в Голливуде, но после первых кинематографических экспериментов продюсеры назвали его киноленты «чересчур художественными».
В 1932 году Фокин получил американское гражданство.
Последнее десятилетие творческой деятельности Фокина характеризуется возрождением классической хореографии одновременно со спадом в его творческой деятельности. Балетов, подобных «Петрушке» или «Шопениане», он уже не создал. В этом периоде можно выделить лишь балеты «Паганини» (1939) на музыку С. Рахманинова и «Русский солдат» на музыку сюиты «Поручик Киже» С. Прокофьева (1942). Свой последний балет «Елена Троянская» на музыку Ж. Оффенбаха к «Прекрасной Елене» Фокин довёл до генеральной репетиции. Его премьера состоялась 8 сентября 1942 года в Мехико во Дворце изящных искусств после смерти хореографа.
Умер Михаил Михайлович 22 августа 1942, оставив после себя семьдесят балетов и славу главного романтика балетной сцены. Сын Виталий преподавал искусство классического танца в Нью-Йорке, а внучка Изабелла стала танцовщицей в Балете Питтсбурга.

## Значение личности

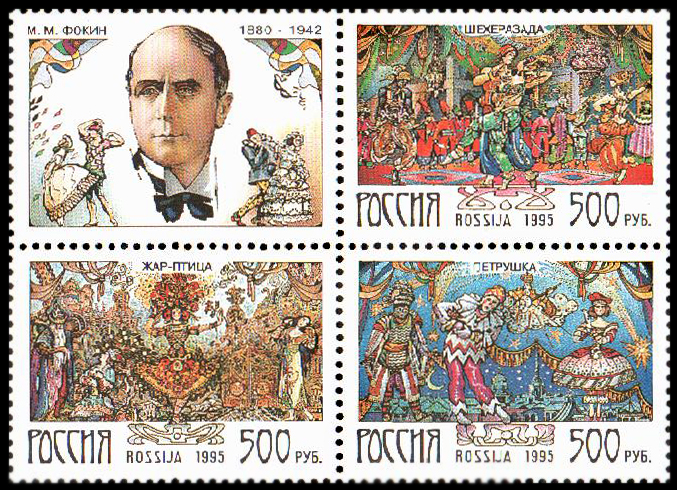
Почтовые марки России, 1995 год

Выступая как танцовщик с основательной техникой, отличающейся высококачественной экспрессией, Фокин занял высокое положение в искусстве танца прежде всего как хореограф и новатор классического балета — именно в этой сфере стал первым, кто в начале XX века явно декларировал необходимость индивидуального стиля. Будучи современником революционной эпохи, принадлежал к поколению, унаследовавшему многолетние достижения Мариуса Петипа, восхищаясь работами которого вскоре утвердился как самостоятельная личность в своём желании выражать посредством балета новые чувства. За время творческого пути Фокина не покидала неиссякаемая любознательность, обусловившая интерес ко всем видам искусства, к углублению своих знаний посредством чтения. Находя подтверждение своим взглядам в деятельности Айседоры Дункан, начал воплощать на практике собственные идеи уже в своих первых постановках: в «Лебеде», «Эвнике», «Павильоне Армиды» (1907), «Ночи в Египте» и «Шопениане» (1908).
Фокин совершил прорыв в понимании драматургии танца. Он одним из первых реализовал идеи, высказанные ещё в XVIII веке Ж. Ж. Новерром, соединив в своих балетах танец, музыку и изобразительное искусство, основываясь на эстетике «мирискусников». Он отверг тяжеловесность балетных спектаклей XIX века, противопоставив им короткие одноактные импрессионистические балеты, такие как «Видение розы» или «Сильфиды». Подхваченный общеевропейским течением к драматизации и созданию на театральной сцене реалистических образов, Фокин пытался это претворить на балетной площадке. Он опровергал эстетику Петипа, доходя в своих балетах до натурализма Антуана. Так, в одной из сцен балета «Ночь в Египте» героиня Анны Павловой играет со змеёй. Фокин захотел провести этот трюк с живой змеёй, но та оказалась плохой актрисой — раз обвив руку, она больше не сподобилась пошевелиться. В своих лучших балетах он наделял каждого героя особым пластическим языком, раскрывавшим сущность персонажа. Трагедия Петрушки, таинственность Жар-птицы, сказочность Золотого Раба — буквально каждый из созданных им образов в период своего творческого расцвета в 1907—1912 году являет собой законченное и утончённое творение балетного гения Фокина. Именно в фокинских балетах раскрылся ещё один великий гений балета — Вацлав Нижинский, который своим творчеством и фокинской хореографией перевернул представление и значимость мужского танца в балете. До этого балет считался по большей части женским ремеслом. Нижинский затмил даже Анну Павлову, вынудив последнюю покинуть Дягилевскую антрепризу. Своим творчеством Фокин дал мощный импульс к развитию танца как в России, так и в Европе, проложив путь от академического танца к свободному.

## Оценки творчества
Авторитетный балетный критик Вадим Гаевский даёт следующую оценку творчеству Фокина:

Экстаз Фокина длился около шести лет, может быть, несколько меньше, может, несколько больше: между 1907 и 1914 годами. Дальше дело пошло на спад. До середины 30-х годов Фокин почти выпал из балета. В истории балетного театра, на фоне долгой, десятилетиями длившейся и внутренне обогащавшейся жизни Дидло или Бурнонвиля, или Мариуса Петипа эти шесть лет — эпизод, интермедия. Но эпизод гениален, а интермедия неповторима, ослепительна. Персонаж интермедии, герой полумаски, герой эфемерид — это он сам, пламенный и летящий на пламя Фокин.

Сергей Рахманинов на смерть своего друга отреагировал следующими словами:

Теперь все гении мертвы…

А «этуаль» Парижской оперы Жозе Мартинес в документальном фильме «Париж Сергея Дягилева» замечает:

Сейчас многие говорят, что балеты Русских сезонов похожи на музейные экспонаты. Ну так что же? Мы же ходим в Лувр, приезжая в Париж. Точно так же бережно нужно относиться к балетам русских парижских сезонов.

## Репертуар
- 10 марта 1912 — Пьеро, «Бабочки» в собственной постановке (Бабочка — Матильда Кшесинская)

## Постановки

### Мариинский театр
- 1907 — «Эвника» Андрея Щербачева (Эвника — Матильда Кшесинская, Актея — Анна Павлова, Петроний — Павел Гердт; благотворительный спектакль в пользу Общества защиты детей от жестокого обращения)
- 10 марта 1912 — «Бабочки» на музыку Роберта Шумана в оркестровке Николая Черепнина (Бабочка — Матильда Кшесинская, Пьеро — сам балетмейстер; благотворительный спектакль в пользу Литературного фонда)
- 28 ноября 1915 — «Эрос» на музыку Серенады П. И. Чайковского (Девушка — Матильда Кшесинская, Юноша — Анатолий Вильтзак, Эрос — Пётр Владимиров, Ангел — Фелия Дубровская)

## Награды
- Орден Академических пальм — удостоен степени командора после первого Русского сезона в Париже вместе с А. П. Павловой, В. Ф. Нижинским и С. Л. Григорьевым[10]